# Karta cyrkulacyjna
Karta cyrkulacyjna (niem. Verkehrskarte) - dokument wydawany w okresie międzywojennym, na terenie poplebiscytowym, na Górnym Śląsku, po obu stronach granicy, na zasadzie wzajemności, umożliwiający swobodne przekraczanie granicy mieszkańcom tych terenów.

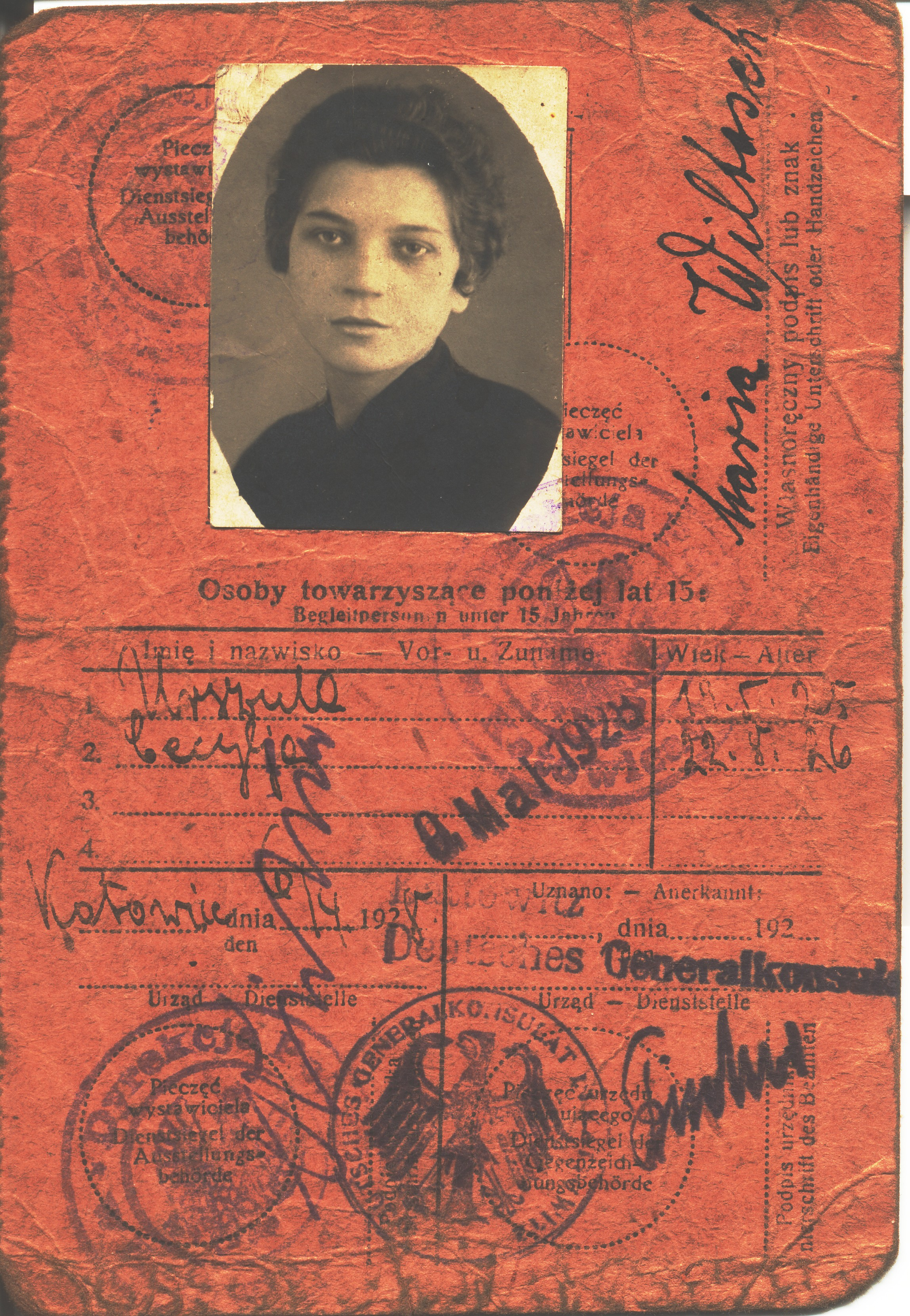
Karta cyrkulacyjna, strona pierwsza

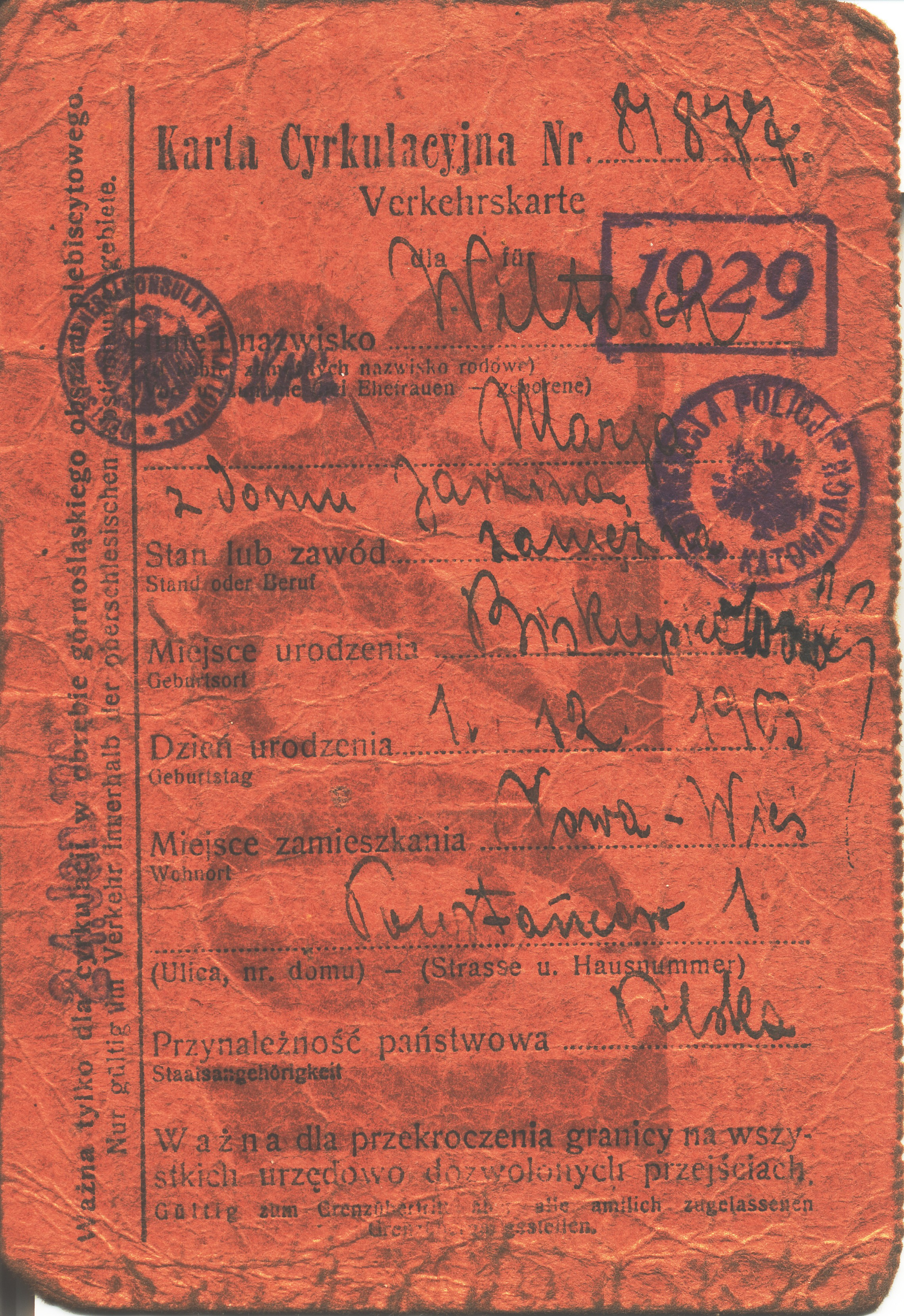
Karta cyrkulacyjna, strona druga